# Rivolta 2100 (antologia)
Rivolta 2100 (Revolt in 2100) è un'antologia di opere di fantascienza dello scrittore statunitense Robert A. Heinlein del 1953.
Comprende due racconti lunghi ed il romanzo breve che dà il titolo alla raccolta, tutti facenti parte del ciclo della Storia futura.
La traduzione italiana di Roberta Rambelli è stata pubblicata nel 1971 dalla Casa Editrice La Tribuna nel n. 156 della collana Galassia; non include la prefazione di Henry Kuttner e la postfazione che riguarda tre racconti del ciclo della Storia futura mai scritti: The Sound of His Wings,  Eclipse  e The Stone Pillow.

## Titoli
- Rivolta 2100 (If this Goes On…, 1940)
- Coventry (1940)
- Spostati (Misfit, 1939)

Per l'edizione del 1953 Heinlein ha sottoposto i racconti ad una revisione, in particolare If this Goes On… è stato ampliato in romanzo breve.